# پیدایش زندگی

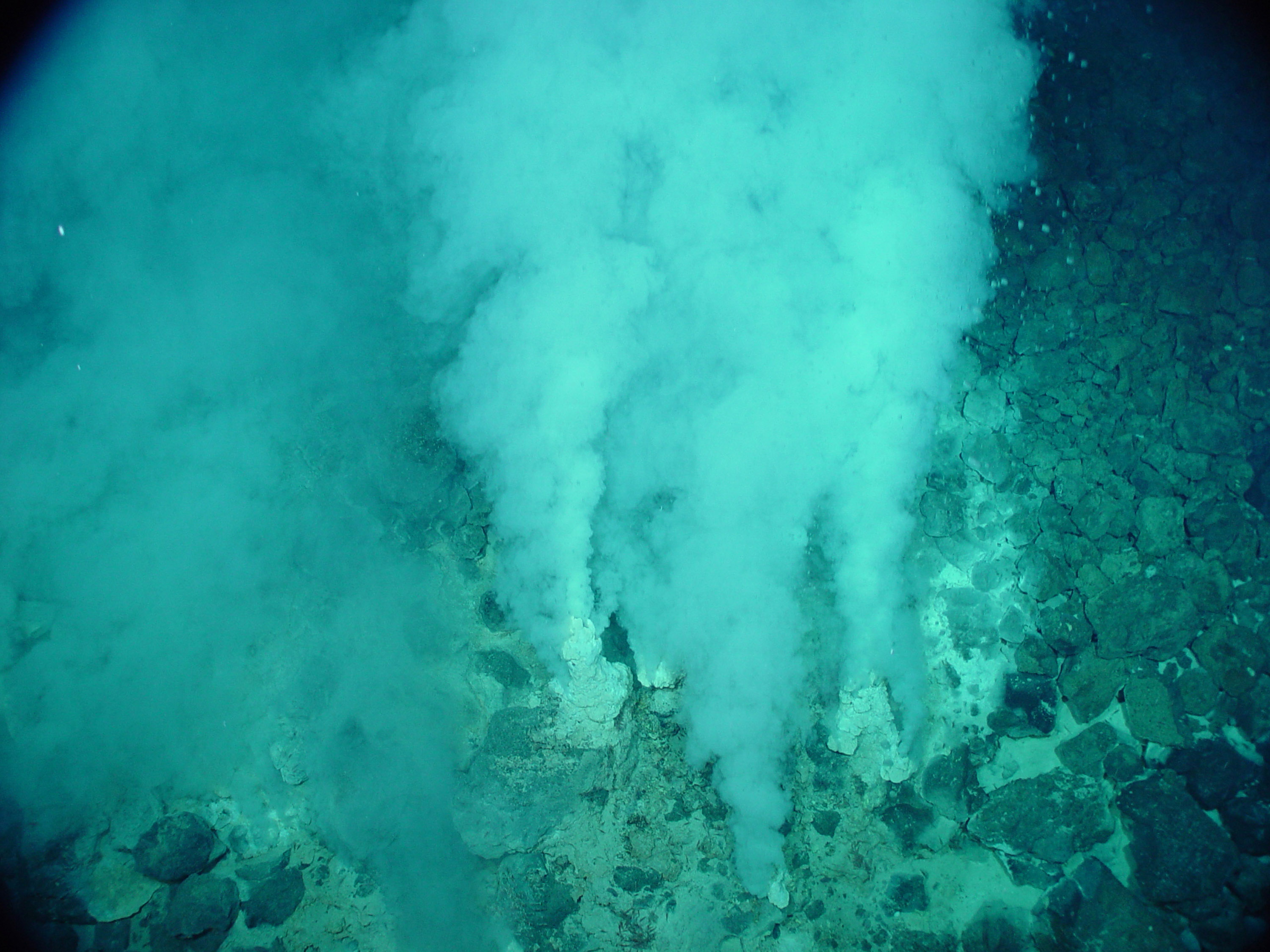
نخستین گونه‌های زیستی شناخته‌شده میکروارگانیسم‌های فسیل‌پذیر است که در رسوبات هیدروترمال یافت می‌شود و ممکن است در ۴ میلیارد سال پیش پدید آمده باشند، تقریباً اندکی پس از تشکیل اقیانوس‌ها و نه چندان پس از تشکیل زمین

بی‌جان‌زایی (به انگلیسی: abiogenesis) دربردارنده است از:
- دانشی که به پژوهش چگونگی و چرایی پدید آمدن جانداران زنده از مواد نازنده می‌پردازد.[۲]
- دانش بررسی فرایند پدید آمدن زندگی[۲]

در علوم طبیعی، انگارهٔ آشکارکننده چگونگی پیدایش زندگی در زمین در دل کهکشان سیاره‌ای منهدم می‌شود و آب آن سیاره در دل فضا رها می‌شود تا به زمین پرالتهاب می‌رسد و مثل کلافی دور زمین پیچیده آرام می‌گیرد کل موجودات او از میان رفته و تنها (دی آن ای) موجودات باقی‌مانده طی فرایندی با صدها نقطه زمین ترکیب شده و عناصر مختلفی به وجود آورده است، سؤال اینجاست که این مقدار آب از مریخ آمده یا از دل کهکشان، آیا تاکنون آدرسی از محل قبلی این ستاره دنباله‌دار یخی به دست آمده یا نه، از مواد بی‌جان را بی‌جان‌زایی (آبیوژنز یا بیوپویز) می‌گویند. نباید این تئوری را با تکامل یا فرگشت که به مطالعه روند تغییرات ایجادشده در موجودات زنده با گذشت زمان می‌پردازد یا کیهان‌زایی که به دنبال توضیح چگونگی آغاز دنیاست، اشتباه گرفت.
بیشتر اسیدهای آمینه که گاه آن‌ها را آجرهای سازندهٔ زندگی می‌نامند، می‌توانند در اثر فرایندهای شیمیایی طبیعی نامربوط با حیات نیز ایجاد گردند. این مطلب را میلر و یوری و دیگر دانشمندان در طی آزمایش‌هایی در آزمایشگاه، با ایجاد شرایط مشابه با زمان به وجود آمدن حیات در زمین نشان دادند. در همه موجودات زنده این اسیدهای آمینه به شکل پروتئین سازماندهی شده‌اند و ساخت چنین پروتئین‌هایی به واسطه اسیدهای نوکلئیک ممکن می‌گردد. تئوری پیدایش حیات به این نکته که کدام یک از این مولکول‌های زیستی ابتدا پیدا گشته‌اند و چگونه نخستین شکل حیات را تشکیل داده‌اند می‌پردازد.
دو ویژگی با اهمیت حیات باید در همه تئوری‌های آبیوژنز مورد توجه قرار گیرند. این ویژگی‌ها همانندسازی و سوخت و ساز هستند. این پرسش که کدام یک از این دو در ابتدا به وجود آمده است، سبب ایجاد دو نظریه متفاوت در این زمینه گردید. ابتدا فرضیه پیشنهادکننده اولویت پیدایش سوخت‌وساز (متابولیسم) مطرح گردید. مدتی پس از آن فرضیه ایجاد اولیه همانندسازها نیز مورد توجه قرار گرفت.
در درک مدرن در مورد ایجاد نخستین اشکال موجودات زنده، احتمال آن مطرح می‌گردد که این موجودات پروکاریوت‌های تک سلولی (فاقد هسته سلولی) بوده باشند. این تک سلولی‌ها خود می‌توانند از پروتوبیونت‌ها (مولکول‌های آلی که توسط پوششی شبه‌غشایی پوشیده شده‌اند) به وجود آمده باشند. قدیمی‌ترین سنگواره شبه میکروب به دست آمده نزدیک به سه و نیم میلیارد سال قدمت دارد که خود تقریباً یک میلیارد سال پس از تشکیل کره زمین است. در حدود ۲٫۴ میلیارد سال پیش نسبت ایزوتوپ‌های پایدارکربن، آهن و گوگرد نشانگر اثرگذاری موجودات زنده بروی مواد معدنی و رسوبات هستند. دیگر نشانگرهای مولکولی نیز بیانگر وجود فتوسنتز در آن دوران هستند که این خود نمایانگر پراکندگی وسیع حیات در آن دوره در زمین است. سلسله وقایع شیمیایی که منجر به ایجاد نخستین اسید نوکلئیک گردید هنوز به‌طور کامل شناخته نشده‌اند. چندین فرضیه در رابطه با حیات اولیه پیشنهاد گردیده است که از مهم‌ترین آن‌ها می‌توان به نظریه جهان آهن- گوگرد (سوخت و ساز بدون وجود توارث) و نظریه جهان آران‌ای اشاره کرد.

## بی‌جان‌زایی
بی‌جان‌زایی، پیدایش خود به خود یا آبیوژنز به نظریه‌ای می‌گویند که باور دارد موجودات زنده از مواد بی‌جان سرچشمه می‌گیرند.
تاریخچهٔ این نظریه به دوران یونان باستان بر می‌گردد، در آن دوران باور عامه بر این بود که کرم از گوشت گندیده و مگس و قورباغه از گل‌ولای شکل می‌گیرند. خلق‌الساعه دست کم از زمان ارسطو که در سال ۳۸۴ تا ۳۲۲ پس از میلاد می‌زیست، وجود داشت. دلایلی که ارسطو برای خلق‌الساعه نوشته است برای سده‌ها مورد توجه بود.
در سدهٔ هفدهم دانشمندی به نام ون هلمونت که به نظریهٔ خلق‌الساعهٔ جانوران باور داشت یک پیراهن آلوده را با چند دانه گندم در گوشه‌ای قرار داد، پس از ۲۱ روز چند موش در پیرامون آن‌ها مشاهده کردو او به این نتیجه رسید که موش‌ها خود به خود از پیراهن آلوده و دانه‌های گندم پدید آمده‌اند.
جان نیدهم در سال ۱۷۴۹ (میلادی) آزمایشی که روی گوشت پخته انجام داد به این نتیجه رسید که گوشت از آغاز به ریزاندامگان‌ها آلوده است. پس آن‌ها از گوشت ناشی می‌شوند ولی لازارو اسپالانزانی گوشتی را به مدت یک ساعت در ظرف در بسته‌ای جوشانید و آن را به همان‌گونه نگهداری کرد و متوجه شد که در آن هیچ تغییری روی نمی‌دهد با این حال نیدهم متقاعد نگشت، چون باور داشت در آزمایش اسپالانزانی هوا که یکی از نیازهای ریزاندامگان‌های تولیدشده از گوشت است تأمین نگشته است.

بالنی که لویی پاستور در رد نظریهٔ بی‌جان‌زایی از آن بهره جست

نزدیک به ۸۰ سال پس از آن، فرنز شولز و تئودور شوان (فرنز با رد کردن هوا از محلول اسید و شوان با داغ کردن هوا) هوا را در یک محیط حاوی گوشت جوشیده وارد کردند و در آن هیچ تغییری روی نداد با این حال منتقدان آن بر این بودند که داغ کردن و اسید قدرت زایندگی اکسیژن را گرفته است.
تا این که لوئی پاستور در آزمایشی مشابه شولز ولی در دهانهٔ بالن حاوی آبگوشت از لوله دارای انحنا استفاده نمود. در این صورت محیط همچنان سترون باقی می‌ماند ولی زمانی که محتویات را با خمیدگی لوله تماس می‌دادند و دوباره به محیط بازمی‌گرداندند، ریزاندامگان‌ها در محیط پدیدار می‌گشتند که این آزمایش باعث رد کامل نظریهٔ بی‌جان‌زایی شد.

## انگارهٔ پیدایش خود به خودی
تا آغاز سدهٔ ۱۹، مردم به پیدایش خود به خودی اشکال حیات از مواد بی‌جان معتقد بودند. این عقیده همراه با اعتقاد به گوناگونی بود که به ایجاد نوعی از حیات از نوعی دیگر می‌پرداخت (مثلاً زنبور عسل از گل). تصور کلاسیک آبیوجنسیس که امروزه با نام پیدایش خود به خودی نامیده می‌شود، به این موضوع اشاره می‌کرد که مواد پیچیده ارگانیک از تجزیه مواد غیرارگانیک ایجاد می‌شوند. ارسطو معتقد بود که شپش از قطرات شبنم که بر روی برگ ریخته می‌شوند ایجاد می‌شوند. او همچنین معتقد بود مگس از مواد متعفن، موش از علف‌های کثیف و کروکودیل از کنده‌های درخت در حال فساد در اعماق آب ایجاد می‌شود.
در سدهٔ ۱۷، در فرضیات پیدایش خود به خودی تردیدهایی به وجود آمد. در سال ۱۶۴۶، سر توماس براون، کتابی تحت عنوان شیوع باورهای غلط تألیف نمود که حمله‌ای به عقاید غلط و اشتباهات عامیانه رایج بین مردم داشت. استدلالات براون نتوانست به‌طور گسترده‌ای پذیرفته شود. الکساندر راس که معاصر توماس براون بود، در نوشته‌ای در خصوص توماس براون نوشت:
تردید کردن در اصل پیدایش خود به خودی، تردید کردن در برهان، تجربه و منطق است. اگر توماس در این مورد شک دارد، بگذارید تا به مصر سفر کند و در آنجا با میدان‌هایی که مملو از موش است مواجه خواهد شد که از لجن رود نیل به وجود آمده‌اند که مصیبتی بزرگ برای ساکنان آن دیار می‌باشند.
در سال ۱۶۶۵، رابرت هوک، نخستین نگاره از میکروارگانیسم‌ها را ارائه کرد. در سال ۱۶۷۶ آنتوان فن لونهوک توصیف دقیق‌تری از میکروارگانیسم‌هایی که امروزه با نام باکتری وتک یاخته شناخته می‌شوند ارائه داد. بسیاری در آن زمان گمان می‌کردند که وجود میکروارگانیسم‌ها دلیلی بر نظریه پیدایش خود به خودی‌است چون میکروارگانیسم‌ها بیش از آن ساده بودند که تولیدمثل جنسی برایشان متصور باشد و در آن زمان هنوز امکان تولید مثل غیرجنسی از طریق تقسیم سلولی ناشناخته بود.
نخستین برهان استوار واروی انگارهٔ پیدایش خودبه‌خودی در سال ۱۶۶۸ بدست فرانسیسکو ردی بیان شد. او نشان داد که چنانچه از تخم‌گذاری مگس روی گوشت جلوگیری شود، هیچ تخم مگسی روی گوشت مشاهده نخواهد شد. تدریجاً در مورد دیگر مواد زنده بزرگتر نیز نشان داده شد که نظریه پیدایش خود به خودی نمی‌تواند درست باشد. بدین نحو نظریه جایگزین با نام بیوژنز به وجود آمد که پیدایش هر موجود زنده‌ای را از موجود زنده قبلی‌اش می‌پندارد.

## پاستور و داروین
تئوری بیوژنز در میانه سدهٔ نوزدهم به دنبال شواهد فراوانی که از سوی پاستور و دیگران ارائه گردید، چنان جای خود را گشود که نظریه پیدایش خودبه‌خود در عمل کنار گذاشته شد. پاستور پس از یافته‌هایش در سال ۱۸۶۴ گفت: «نظریه پیدایش خودبه‌خود هرگز از ضربه کشنده‌ای که این آزمایش ساده بر پیکره‌اش وارد کرده است، بهبود نخواهد یافت.» از سوی دیگر فروپاشی نظریه پیدایش خودبه‌خودی خود سبب ایجاد خلأ در پاسخ به دلیل علمی چگونگی پیدایش حیات در ابتدا گردید. داروین در نامه‌ای در سال ۱۸۷۱ ذکر می‌کند که حیات ممکن است در حوضچه گرم کوچکی که حاوی آمونیاک، نمک‌های فسفره، نور، حرارت، الکتریسیته و دیگر عوامل بوده است آغاز شده باشد. این شرایط ایجاد ترکیبات پروتئینی که خود آماده تغییرات پیچیده‌تری بوده‌اند را ممکن می‌ساخته است. 
چنین ترکیباتی امروزه به سرعت تجزیه شده یا خورده می‌شوند ولی این تجزیه و نابودی هنگامی که هنوز موجودات زنده وجود نداشته‌اند رخ نمی‌داد.

## مدل‌های امروزی

نمایی از آزمایش میلر-یوری

در مدل‌های جدیدتر در بیشتر موارد خطوطی از فرضیه اپارین-هالدین به چشم می‌خورد. آنچه در زیر می‌آید بر پایه یافته‌ها و نظرات متنوعی است که در این مورد وجود دارد.
1. برخی تئوری‌ها ذکر می‌کنند که اتمسفر زمین در ابتدا بازی بوده است و در آن ترکیباتی چون متان، آمونیاک، سولفید هیدروژن، دی‌اکسید کربن، منوکسید کربن و فسفات وجود داشته است. در چنین اتمسفری اکسیژن و اوزون نایاب بوده است یا وجود نداشته است.
2. در چنین اتمسفری فعالیت‌های الکتریکی توان تسهیل و تسریع ایجاد مولکول‌های حیاتی ساده را داشته‌اند. در سال ۱۹۵۳ این واقعیت در آزمایش میلر- یوری نشان داده شده است.
3. فسفولیپیدها (در صورتی که به اندازه کافی بلند باشند) توان تشکیل خود بخودی لیپید دو لایه که یکی از اجزای بنیادین غشای سلولی است را دارند.
4. یکی از پرسش‌های اساسی در این باره، ماهیت نخستین همانندساز است. در سلول‌های امروزی همانندسازی در اثر تعامل و همکاری پروتئین و اسیدهای نوکلئیک رخ می‌دهد. بر اساس دیدگاه اندیشمندان در مورد اولویت تشکیل پروتئین یا اسید نوکلئیک نظرات به دو دسته تقسیم می‌گردند. یک دسته معتقد به پیدایش نخستین پروتئین هستند و گروه دیگر به اولویت ایجاد اسید نوکلئیک اعتقاد دارند. نظریه مربوط به اولویت ایجاد اسید نوکلئیک به موارد زیر اشاره دارد

- بر اساس نظریه جهان ار ان آ، پلی مریزه شدن نوکلئوتیدها ممکن است منجر به ایجاد ریبوزیم‌ها ی (مولکول‌های آران آ با خصوصیات آنزیمی) همانندساز شده باشند.
- از آن رو که الیگوپپتیدها توان اتصال به آران آ و ایجاد کاتالیزورهای بهتری را دارند، ممکن است بر اساس فشارهای انتخابی برای گزینش عملکرد آنزیمی، پپتیدیل ترانسفرازها از این راه به وجود آمده باشند. پروتئین‌ها ی کوچک خود می‌توانند در نتیجه این گزینش ایجاد شده باشند.
- پروتئین‌های ایجاد شده خود توان رقابت با ریبوزیم‌ها به عنوان کاتالیزور را دارند و از این راه می‌توانند به عنوان بیوپلیمر غالب در تنظیم فعالیت‌های نوین اسیدهای نوکلئیک که بیشتر انتقال اطلاعات ژنتیکی است، انتخاب شوند.

### مدل حباب
مدل حباب فرضیه‌ای پیشنهادشده توسط لوئیس لرمان از آزمایشگاه ملی لارنس برکلی برای توضیح پیدایش حیات است.
او این فرضیه را در کنفرانس بین‌المللی پیدایش حیات در سال ۱۹۹۳ در بارسلونا ارائه داد.
این فرضیه به عنوان یکی از فرضیه‌های پیشنهادی برای پیدایش حیات در کتاب‌های درسی زیست‌شناسی تدریس می‌شود و پیشنهادهایی برای استفاده از این فرضیه برای جستجوی حیات بر سطح مریخ ارائه شده است.
مطابق این فرضیه، حباب‌های گازی متان و آمونیاک از دهانه آتشفشان‌های زیر دریا خارج شده و در حباب‌های زیر دریا محبوس می‌شدند. متان و آمونیاک مورد نیاز برای تشکیل آمینو اسیدها، درون حباب‌ها در مقابل صدمات حاصل از پرتو فرابنفش محفوظ می‌ماندند، واکنش داده و مولکول‌های آلی ساده را پدیدآورده‌اند. این حباب‌ها، از مولکول‌های متان و آمونیاک در برابر تجزیه توسط پرتو فرابنفش نور خورشید محافظت می‌کردند. با این حساب، این فرضیه توضیح می‌دهد که چرا با وجود این در زمان پیدایش حیات (حدود چهار میلیارد سال پیش) جو زمین فاقد لایه اوزون بود، پرتو فرابنفش مولکول‌های آلی اولیه را تجزیه نکرده است.
این فرضیه تنها یکی از فرضیه‌های مطرح شده در مورد پیدایش حیات است و در مورد جزئیات چگونگی پیدایش حیات، اجماعی در میان دانشمندان وجود ندارد.
لرمان معتقد است که احتمالاً چرخه‌ای از تشکیل حباب‌ها و هواپخش‌ها نقش مهمی را در پشتیبانی پیدایش حیات در زمین ایفا کرده است. این چرخه می‌تواند منجر به پیدایش زنجیره‌ای از مولکول‌ها با پیچیدگی افزاینده گردد.

## شبیه‌سازیسوپ بنیادین
دو شیمیدان بنام استنلی میلر و هارولد یوری در سال ۱۹۵۳ شرایط اولیه زمین را در آزمایشگاهی مشابهت‌سازی کردند (آزمایش میلر–یوری) آن‌ها ابتدا دستگاهی ساختند و آن را با آب و گازهای متان، آمونیاک و هیدروژن پر کردند. سپس در اتاقک احتراق، دو الکترود قرار دادند تا شرایط رعد و برق مجازی ایجاد کنند و برای آنکه گازها دائماً در دستگاه در حال گردش باشند، آب را در مخزنی می‌جوشاندند تا بخار حاصل موجب به گردش درآوردن گازها در لوله‌ها شود. بخار آب پس از عبور از محفظه اتمسفری حاوی الکترود، توسط لوله‌های متراکم‌کننده سرد می‌شد و دوبارهٔ به صورت مایع به مخزن بازمی‌گشت. بعد از یک هفته، آن‌ها مایع موجود در دستگاه را آزمایش کردند و مشاهده کردند که نه تنها مقادیر زیادی مولکول‌های آلی ساده تولید شده‌اند، بلکه انواعی از مولکول‌های آلی پیچیده‌تر مانند آمینو اسیدها، اسیدهای چرب و قندها (کربو هیدرات) نیز پدید آمدند. میلر توانست پس از چند هفته، مایعی پرتقالی رنگ که در آن بیش از شش نوع مختلف آمینواسید، سیانورهیدروژن و انواع آلکالوییدها را داشت، به دست آورد.
دانشمندان متقاعد شدند که مواد آلی از مواد غیر آلی ساده مانند هیدروژن و متان و آب پدید آمده‌اند و بعد تحت عواملی در اقیانوس‌های داغ آن دوران جمع شده‌اند. در واقع دریاهای اولیه مانند سوپی داغ مملو از مولکول‌های آلی بنیادین بوده‌اند. در نهایت چند سال بعد برخی از دانشمندان فرضیه سوپ بنیادین را زیر سؤال بردند. آن‌ها گفتند که در اتمسفر اولیه زمین به دلیل اینکه لایه اوزون وجود نداشت، گازهای متان و آمونیاک نمی‌توانستند وجود داشته باشند و به همین دلیل، احتمالاً مولکول‌های آلی نه در اتمسفر، بلکه در کنار آتشفشان‌های زیر اقیانوس‌ها و درون حباب‌های گازی تشکیل شده‌اند.

## منشأ مولکول‌های آلی
دو احتمال برای منشأ مولکول‌های آلی اولیه بروی کره زمین مطرح است.
- منشأ زمینی- مولکول‌های آلی با کمک انرژی ناشی از تصادف اجرام آسمانی و سایر منابع انرژی (مانند انرژی الکتریکی) در زمین به وجود آمده‌اند
- منشأ برون زمینی-مولکول‌های آلی توسط اجرام آسمانی چون کندریت‌های کربنه (سنگ‌های آسمانی بدون نشانه‌ای از ذوب شدن یا تغییر) یا به‌طور مستقیم و به شکل مولکول‌ها ی آلی یا اشکال اولیه حیات از فضا به وسیلهٔ جاذبه زمین، به کره زمین راه یافته‌اند.

مشاهدات انجام‌شده در دیگر اجرام سماوی جای هیچ شکی باقی نگذاشته است که آمینواسیدها در جاهای دیگری از منظومه شمسی غیر از زمین نیز به وفور یافت می‌شوند. نخستین نشانه‌ها از شهاب‌سنگ‌هایی به دست آمد که گرفتار میدان گرانشی زمین شده و بر سطح این سیاره سقوط کرده‌اند. ابتدا گمان بر این بود که شاید یافته‌های فوق ناشی از رسوخ آمینواسیدهای زمینی به دل این سنگ‌های آسمانی بوده است. اما خیلی زود و با کشف ساختار متفاوت این آمینواسیدهای کشف شده، مشخص شد که آمینواسیدهای کشف‌شده قطعاً سرچشمهٔ فرازمینی دارند.